# Karin Ivancsics
 Karin Ivancsics  (* 30. März 1962 in Sankt Michael im Burgenland) ist eine österreichische Schriftstellerin.

## Leben
Karin Ivancsics wuchs in Deutsch Jahrndorf auf. Seit der Matura 1980 am Neusprachlichen Gymnasium in Neusiedl am See lebt sie in Wien. Ivancsics studierte Germanistik und Romanistik an der Universität Wien und schloss den Lehrgang für Werbung und Verkauf an der Wirtschaftsuniversität Wien ab. Von 1986 bis 1989 war sie Lektorin im Wiener Frauenverlag und arbeitete bei Kulturinstitutionen, Buch- und Zeitschriftenverlagen. Seit 1994 ist sie als freie Schriftstellerin tätig.
Ivancsics schreibt Prosa und Theaterstücke, sie ist Mitglied der Interessengemeinschaft österreichischer Autorinnen und Autoren, der Grazer Autorenversammlung, des Literaturkreises Podium und Präsidiumsmitglied der Erich Fried Gesellschaft. Sie erhielt mehrere Stipendien und Auszeichnungen, unter anderem das Aufenthaltsstipendium des Berliner Senats im Literarischen Colloquium Berlin, das Österreichische Staatsstipendium und den Hertha-Kräftner-Preis gemeinsam mit Andreas Okopenko. Seit 2018 leitet Ivancsics die Literaturtage im Weinwerk in Neusiedl am See.

## Zitate
„„Aus einem Strich die Landschaft“ ist eine lohnende, anregende und auch ästhetisch ansprechende Lektüre; es sind Texte, die, von der Landschaft im äußersten Osten Österreichs ausgehend, ohne Eile und scheinbar ganz nebenbei wichtige Fragen der jüngeren Vergangenheit und der Gegenwart verhandeln und beispielhaft das Politische im Privaten zur Sprache bringen.“

„In einem perfekten Bild wird selbst das Unendliche durch Reduktion vorstellbar, in einem perfekten Essay erklärt sich ein ganzes Land aus einem Strich. Selten ist das Burgenland auch für Außenstehende so knapp und „auf den Strich gebracht“ erklärt worden wie in den vier Essays von Karin Ivancsics, worin Kindheit, Landschaft, Steinbildhauerei und das Geheimnis von den Grenzen zur Sprache gebracht werden.“

„zwischen hotel und flugzeug, nach der abreise, ergibt sich für eine kleine herde von all-inclusive-touristen ein unerwarteter aufenthalt, die maschine wurde storniert und die gruppe muss in einem hotel am flughafen auf die weiterreise warten. eine ideale zwischenzeit-situation für die autorin, die sie ja konstruiert hat, um ihr figuren-ensemble in aller erzählruhe präsentieren zu können. sehr lapidar und sarkastisch, aber nicht hämisch, enwirft sie mit ihren menschen im hotel ein puzzle touristischen alltags, wie er überall auf der welt zwischen den wendekreisen des krebses und des steinbocks stattfindet. […]“

„Karin Ivancsics erzählt genau und unbarmherzig, den Figuren bleibt nichts erspart, alles was hohl klingt, wird abgeklopft und als hohl entlarvt. Als Leser misstraut man den Glücksentwürfen von Familie und Mutterglück in anschwellendem Ausmaß. Und der Blick von den Erzählungen zur Realität fällt immer kürzer aus, denn diese Erzählungen sind die pure Realität.“

„Karin Ivancsics' Erzählung Süß oder scharf erinnert uns einmal mehr daran, was sich in dem einst als Insel der Seligen gepriesenen Land verändert hat. Wien als Schauplatz der Handlung erweist sich dabei als Spiegel und Paradigma eines im Umbruch befindlichen Europas. Gängige Embleme wie Fremdenfeindlichkeit, Beschäftigungslosigkeit, Digitalisierung und Ich-Inszenierung werden von der Autorin geschickt eingesetzt, um die Befindlichkeit der Generation Golf aufs Korn zu nehmen.“

„Sehr differenziert, nie gefühlsduselig und doch voll lakonischer Solidarität mit ihren Frauengestalten beschreibt die Autorin einzelne und sehr unterschiedliche, individuelle und doch auch typologische Biographiemomente, "Schicksale", wie es die Regenbogenpresse nennen würde, und bleibt dabei stets im wachen Blick auf das System, auf vordergründige und versteckte Zusammenhänge. […] Ivancsics hat ein unsentimentales, kritisches, emphatisches Buch über mehr als ein ernstes Thema vorgelegt.“

„In meinem Stück lasse ich die Frauen zu Wort kommen, in ihrer Wut, Ohnmacht und Traurigkeit angesichts der (Geschlechter-)Kämpfe, die sie durchzustehen haben. Ich plädiere für Mitgefühl und Respekt in ihrer Situation, für die Unantastbarkeit ihrer Entscheidungsfreiheit und Würde“

„„Warteschleife“ ist eine Verflechtung von inneren Monologen, eine Sammlung von Gedanken und Bildern zum Thema Abtreibung. Die Handlung wird nur teilweise erzählt. Spannung soll sich in der Inszenierung durch kontrastierende Texte und harte, schnelle Brüche aufbauen. Der Situation des Wartens wird die innere Dramatik der Figuren entgegengestellt. Eine Frau beschwört in lyrischen und traumhaften Sequenzen Bilder ihres Innenlebens. Die poetischen Texte stehen im Kontrast zur medizinisch-technischen Terminologie, die von außen in die Wartesituation hereinbricht. Das Stück besitzt eine starke politische Dimension: Dem Schicksal und den Erzählungen der Frauen werden immer wieder Argumente von Abtreibungsgegnern gegenüber-gestellt. Zur persönlich angespannten Situation kommt der Druck der Öffentlichkeit und trägt zur Eskalation der Lage bei.“

„Von brisanter Gefühlsstärke, scharfer Präzision und Heutigkeit und zugleich anmutigster und hochphantastischer Poesie.“

„"Wild rose" - das könnte auch ein Deckname für jene literarisch-floristische Kleptomanin sein, die da zeitgemäß dismembriert berichtet. (...) In ihrer floralen Reise um den Tag in 80 Welten hat sich Karin Ivancsics kein Blatt vor den Mund genommen: Sie erzählt offenherzig von berührenden Erlebnissen in der Fremde, von intimen erotischen Begebenheiten und scheut auch die Abgründe des Trivialen nicht. Das alles ist in fragmentarischen Beschreibungen und Erklärungen, Fragen und Feststellungen, Aphorismen und Apercus montiert, die durch harte Schnitte getrennt und durch zwei wiederkehrende Leitmotive miteinander verbunden sind: Pflanzen und Beziehungen. (...) "Die Aufzeichnungen einer Blumendiebin" sind also das glatte Gegenteil eines "Heiteren Herbariums" à la Waggerl: eine höchst eigenwillige Textcollage in freiem Rhythmus, eine literarische Botanisiertrommel, die querbeet Eindrücke aus dem Leben gesammelt und zur Sprache gebracht hat.“

„Karin Ivancsics versucht in "Panik" die logischen Konsequenzen von Fremdenhass, Sozialdarwinismus und religiösem Fundamentalismus zu Ende zu denken. Das gelingt mit beklemmender Glaubhaftigkeit und ist gekonnt erzählt.“

„Höchst lebendige, amüsante Kurzgeschichten.“

## Werke (Auswahl)
- Zugvögel sind wir, edition lex liszt 12, 2022, ISBN 978-3-99016-232-3
- Aus einem Strich die Landschaft, edition lex liszt 12, 2015 ISBN 978-3-99016-089-3
- Restplatzbörse, Roman, Bibliothek der Provinz, Weitra 2011, ISBN 978-3-99028-011-9
- Muss das schön sein, im Toten Meer toter Mann zu spielen, Prosa. Bibliothek der Provinz, Weitra 2009, ISBN 978-3-85252-325-5
- Anna hat zwei Tage, Erzählungen. Bibliothek der Provinz, Weitra 2008, ISBN 978-3-85252-884-7
- Süß oder scharf - Ein Tag im Leben einer Taugenichtsin. Novelle. Bibliothek der Provinz, Weitra 2005 ISBN 3-85252-675-2
- Wanda wartet - Ein Triptychon. Prosa. Ritter Verlag, Klagenfurt - Wien 1999 ISBN 3-85415-244-2
- Aufzeichnungen einer Blumendiebin. Ritter Verlag, Klagenfurt - Wien 1996 ISBN 3-85415-196-9
- Deppen & Dämonen - Dancing through the Human Zoo. Miniaturprosa. Edition Das fröhliche Wohnzimmer, Wien 1995 ISBN 3-900956-28-6
- Durst!  Kurzgeschichten. Wiener Frauenverlag, Wien 1995
- Der Riß im Himmel. Science-fiction von Frauen. Hrsg. von Karin Ivancsics. Suhrkamp Verlag, Frankfurt am Main 1993. ISBN 3-518-38675-1
- Panik. Novelle. Fama Verlag, Wien 1990
- Frühstücke, Essensgeschichten. Wiener Frauenverlag, Wien 1989
- Warteschleife, Theaterstück, 2002, aufgeführt im kosmos.frauenraum, Wien